# Lutz Erbring
Lutz Wolfgang Erbring (* 26. Mai 1938 in Leipzig; † 20. September 2021 in Berlin) war ein deutscher Kommunikationswissenschaftler und Professor für Theorien und Methoden der empirischen Kommunikationsforschung an der Freien Universität Berlin.

## Leben
Erbring studierte Rechtswissenschaften an der Universität München (1957) und der Freien Universität Berlin (1958), Politikwissenschaften an der Princeton University (1958/59) sowie Rechts- und Sozialwissenschaften an der Universität Köln (1961–1965). 1964 legt er sein Erstes juristisches Staatsexamen ab. 1966 bis 1975 folgte ein Studium der Politikwissenschaft an der University of Michigan. Er promovierte 1975 in Ann Arbor (University of Michigan) zum PhD in Political Science. In Ann Arbor arbeitete er dann nachfolgend als Assistant Professor und ab 1979 an der University of Chicago als Associate Professor.
1986 folgte er dem Ruf an die Freie Universität Berlin. Dort übernahm er die Professur für Theorien und Methoden der empirischen Kommunikationsforschung am Lehrstuhl für Publizistik. 2005 wurde er emeritiert.
Erbring starb 83-jährig in Berlin. Sein Grab befindet sich auf dem Friedhof Schmargendorf.

## Belege
1. ↑  Lutz Erbring im Biografischen Lexikon der Kommunikationswissenschaft
2. 1 2  Joachim Trebbe: Univ.-Prof. Lutz Erbring, PhD (26. Mai 1938 – 20. September 2021). Nachruf auf der Webseite der FU Berlin.

| Personendaten    | Personendaten                                        |
| ---------------- | ---------------------------------------------------- |
| NAME             | Erbring, Lutz                                        |
| ALTERNATIVNAMEN  | Erbring, Lutz Wolfgang (vollständiger Name)          |
| KURZBESCHREIBUNG | deutscher Kommunikations- und Politikwissenschaftler |
| GEBURTSDATUM     | 26. Mai 1938                                         |
| GEBURTSORT       | Leipzig                                              |
| STERBEDATUM      | 20. September 2021                                   |
| STERBEORT        | Berlin                                               |